# 浙江省政府

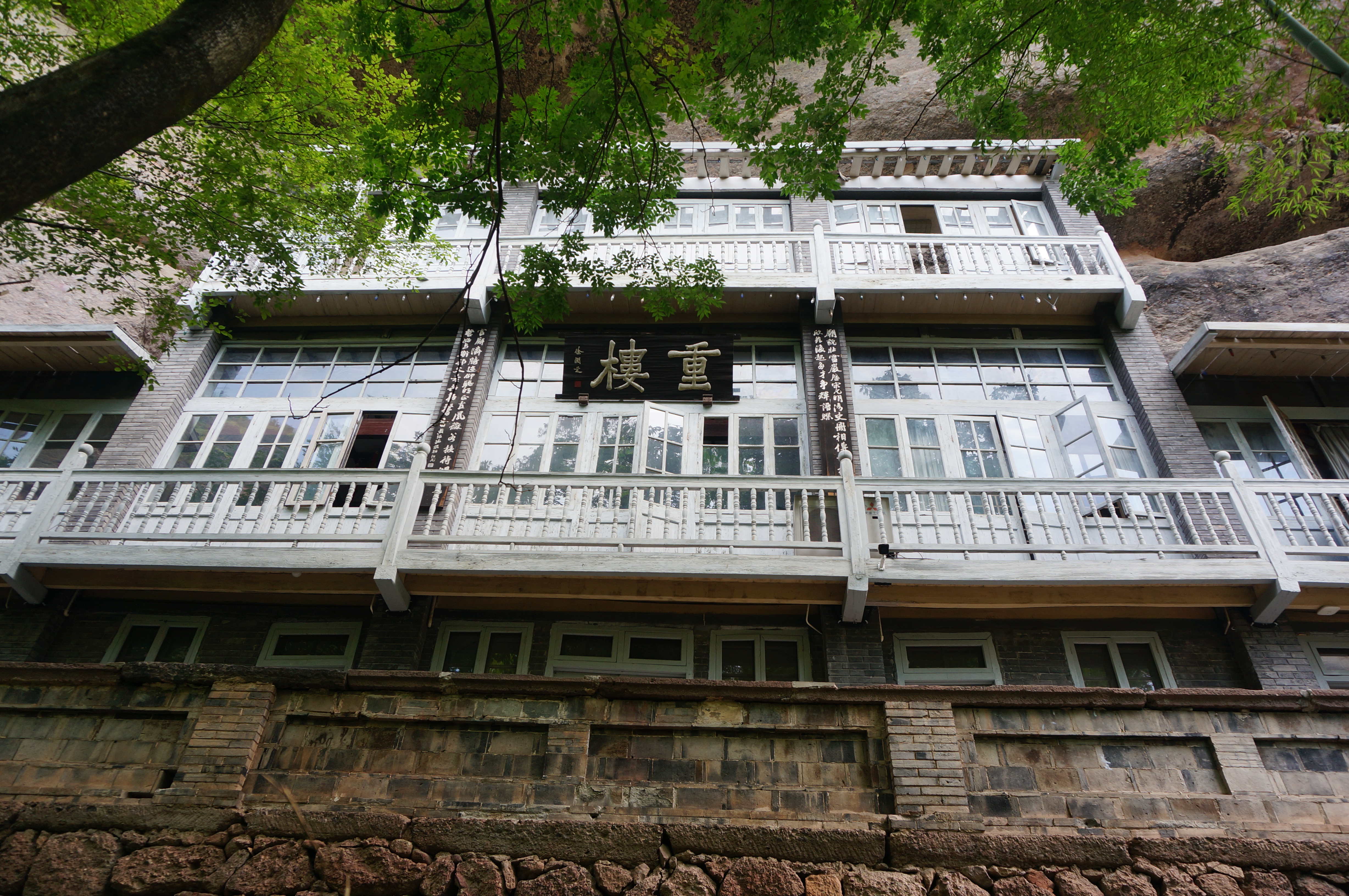
旧：浙江省政府庁舎（永康市）

浙江省政府（せっこうしょうせいふ）は、中華民国の省の1つである浙江省に設置されていた行政機関。1927年（民国16年）7月27日に南京国民政府の下で設置され、中華民国政府の台湾移転後の1955年（民国44年）に廃止された。

## 沿革
1927年（民国16年）4月27日、蔣介石らが樹立した南京国民政府の下で浙江省政務委員会が杭州市に設置され、同年7月27日に浙江省政府に改組された。
日中戦争勃発後の1937年（民国26年）12月24日、日本軍が杭州に侵攻・占領し、省政府は金華県（現：金華市）に移転した。1938年（民国27年）初めには永康県（現：永康市）、1941年（民国30年）5月に松陽県、8月に再び永康県、1942年（民国31年）夏に再び松陽県、同年末に雲和県に移転した。1945年（民国24年）に戦争が終結すると、浙江省政府は10月に杭州へ戻された。
第二次国共内戦末期の1949年（民国38年）5月3日、杭州は中国人民解放軍によって占領された。省政府は寧波を経て舟山群島の定海県干𬒗鎮（現：舟山市定海区干𬒗鎮）に移転し、沿岸の島嶼部の統治権を維持した。1950年（民国39年）5月、人民解放軍の攻撃を受けて中華民国国軍や省政府職員・住民などが台湾に撤退し、省政府は廃止された。
舟山群島からの撤退後、中華民国が支配下に置く浙江省の地域は大陳列島（大陳島・一江山島）、披山島、頭門山島、漁山列島、南麂島のみに限定された。1951年（民国40年）、ゲリラ部隊である反共救国軍が設立され、3月には大陳島に浙江反共救国軍指揮部が設置された。9月9日、軍人の胡宗南は「秦東昌」という変名を用い、浙江反共救国軍総指揮・浙江省政府主席に就任して大陳島に向かった 。1953年（民国42年）4月、大陳島に省政府が再設置された。同年8月、蔣介石は大陸への攻撃を中止して防衛に集中することを決定し、胡宗南は解任されて台湾に戻った。1954年（民国43年）9月1日、省政府は台湾に移転し、省政府に代わる行政機関として浙江省大陳区行政督察專員公署が設置された。
1955年（民国44年）1月18日、人民解放軍が一江山島に上陸し、翌1月19日に陥落した（一江山島戦役）。一江山島の陥落によって大陳島の防衛が困難となり、台湾からの距離が遠いため補給も困難であったことから、中華民国政府は大陳島の放棄を決定した。2月、アメリカ合衆国第7艦隊の支援の下で軍・住民の台湾への撤退が行われた（大陳島撤退）。浙江省の全領土の喪失に伴い、浙江省政府と浙江省大陳区行政督察專員公署は廃止された。

## 組織
浙江省政府委員会は、浙江省政府主席を含む9人から11人の委員で構成されていた。1927年の浙江省省政府成立当初、民政・財政・教育・建設の4庁と秘書・保安の2処が下部機関として設置された。1937年以降、会計・衛生・社会・人事・警保などの処と地政局が続々設置された。1944年4月、浙江省政府は「組織法」を施行し、民政・財政・教育・建設の4庁と秘書・会計の2処に再編された。

## 歴代首長
浙江省政府の首長は、官選の浙江省政府主席である。略して浙江省主席とも称される。
| 代             | 氏名           | 写真           | 所属政党           | 在任期間                        | 備考                                                                                         |
| 浙江省政府主席 | 浙江省政府主席 | 浙江省政府主席 | 浙江省政府主席     | 浙江省政府主席                  | 浙江省政府主席                                                                               |
| -------------- | -------------- | -------------- | ------------------ | ------------------------------- | -------------------------------------------------------------------------------------------- |
| 1              | 張静江         |                | 中国国民党         | 1927年4月27日 - 1927年10月4日   |                                                                                              |
| 2              | 何応欽         |                | 中国国民党         | 1927年10月5日 - 1927年11月7日   |                                                                                              |
| 3              | 張静江         |                | 中国国民党         | 1927年11月7日 - 1930年12月4日   |                                                                                              |
| 4              | 張難先         |                | 中国国民党         | 1930年12月4日 - 1931年12月15日  |                                                                                              |
| 5              | 魯滌平         |                | 中国国民党         | 1931年12月15日 - 1934年12月12日 |                                                                                              |
| 6              | 黄紹竑         |                | 中国国民党         | 1934年12月12日 - 1936年7月25日  |                                                                                              |
| 7              | 白崇禧         |                | 中国国民党         | 1936年7月25日 - 1936年9月6日    | 就任を断ったため、民政庁長の徐青甫が代理した                                                 |
| 8              | 黄紹竑         |                | 中国国民党         | 1936年9月6日 - 1936年12月2日    |                                                                                              |
| 9              | 朱家驊         |                | 中国国民党         | 1936年12月2日 - 1937年11月26日  |                                                                                              |
| 10             | 黄紹竑         |                | 中国国民党         | 1937年11月26日 - 1946年3月26日  |                                                                                              |
| 浙江省長       |                |                |                    |                                 |                                                                                              |
| 1              | 汪瑞闓         |                | 中国国民党（汪派） | 1938年6月22日 - 1940年10月5日   | 中華民国維新政府の下で浙江省政府が成立 1940年3月30日、維新政府などが合流して汪兆銘政権が成立 |
| 浙江省政府主席 |                |                |                    |                                 |                                                                                              |
| 1              | 汪瑞闓         |                | 中国国民党（汪派） | 1940年10月5日 - 1941年1月24日   |                                                                                              |
| 2              | 梅思平         |                | 中国国民党（汪派） | 1941年2月13日 - 1941年8月22日   |                                                                                              |
| 3              | 傅式説         |                | 中国国民党（汪派） | 1941年8月22日 - 1943年1月20日   |                                                                                              |
| 浙江省長       |                |                |                    |                                 |                                                                                              |
| 1              | 傅式説         |                | 中国国民党（汪派） | 1943年1月20日 - 1944年9月14日   |                                                                                              |
| 2              | 項致荘         |                | 中国国民党（汪派） | 1944年9月14日 - 1945年5月2日    |                                                                                              |
| 3              | 丁黙邨         |                | 中国国民党（汪派） | 1945年5月2日 - 1945年8月16日    |                                                                                              |
| 浙江省政府主席 |                |                |                    |                                 |                                                                                              |
| 11             | 沈鴻烈         |                | 中国国民党         | 1946年3月26日 - 1948年6月22日   |                                                                                              |
| 12             | 陳儀           |                | 中国国民党         | 1948年6月22日 - 1949年2月21日   |                                                                                              |
| 13             | 周嵒           |                | 中国国民党         | 1949年2月21日 - 1949年12月6日   |                                                                                              |
| 14             | 胡宗南         |                | 中国国民党         | 1951年8月 - 1953年7月23日       | 「秦東昌」という変名を用いて活動した                                                         |
| 代理           | 鍾松           |                | 中国国民党         | 1953年8月 - 1954年9月           | 浙江省政府軍事処長                                                                           |